# Сент Чарлс (Јужна Дакота)
Сент Чарлс (енгл. St. Charles) насељено је место без административног статуса у америчкој савезној држави Јужна Дакота.

## Демографија
По попису из 2010. године број становника је 11, што је 8 (-42,1%) становника мање него 2000. године.
| Група             | 2000.      | 2010.     |
| Белци             | 13 (68,4%) | 9 (81,8%) |
| Афроамериканци    | 0 (0,0%)   | 0 (0,0%)  |
| Азијати           | 1 (5,3%)   | 0 (0,0%)  |
| Хиспаноамериканци | 0 (0,0%)   | 0 (0,0%)  |
| Укупно            | 19         | 11        |